# Liste der Anime-Titel/V

## V
| Name                                              | Alternative Namen | Veröffentlichungsjahr | Studio(s)                            |
| ------------------------------------------------- | --- | --------------------- | ------------------------------------ |
| Valkyrie Drive – Mermaid (12 Folgen)              | VALKYRIE DRIVE -MERMAID-                                                                                             | 2015 als Fernsehserie | Arms                                 |
| Vandread (13 Folgen)                              | ヴァンドレッド | 2000 als Fernsehserie | Gonzo                                |
| ↳ Vandread Taidōhen (eine Folge)                  | ヴァンドレッド 胎動篇, Vandread Integral                                                                             | 2001 als OVA          | Gonzo                                |
| ↳ Vandread: The Second Stage (13 Folgen)          | ヴァンドレッド the second stage                                                                                      | 2001 als Fernsehserie | Gonzo, Digimation                    |
| ↳ Vandread Gekitōhen (eine Folge)                 | ヴァンドレッド 激闘篇, Vandread Turbulence                                                                           | 2002 als OVA          | Gonzo                                |
| Vampire Holmes (12 Folgen)                        | VAMPIRE HOLMES | 2015 als Fernsehserie | studio!cucuri                        |
| Vampire Hunter D                                  | 吸血鬼ハンターD, Vampaia Hunter D                                                                                    | 1985 als Film         | Production Reed                      |
| ↳ Vampire Hunter D: Bloodlust                     | | 2000 als Film         | Madhouse, Satelight                  |
| Vampire Knight (13 Folgen)                        | ヴァンパイア騎士, Vampaia Naito                                                                                      | 2008 als Fernsehserie | Studio Deen                          |
| ↳ Vampire Knight Guilty (13 Folgen)               | ヴァンパイア騎士 Guilty, Vampaia Naito Guilty                                                                        | 2008 als Fernsehserie | Studio Deen                          |
| Vampire Princess Miyu (4 Folgen)                  | 吸血姫美夕, Vampaia Miyu, Kyūketsuki Miyu                                                                            | 1988 als OVA          | AIC                                  |
| ↳ Vampire Miyu (26 Folgen)                        | 吸血姫美夕, Vampaia Miyu, Kyūketsuki Miyu                                                                            | 1997 als Fernsehserie | AIC                                  |
| Vampire Sensō (eine Folge)                        | ヴァンパイヤー戦争, Vampire Wars                                                                                     | 1990 als OVA          | Tōei Animation                       |
| Venus Project – Climax (6 Folgen)                 | VENUS PROJECT -CLIMAX-                                                                                               | 2015 als Fernsehserie | Nomad                                |
| Venus Senki                                       | ヴイナス戦記, Venus Wars                                                                                             | 1989 als Film         |                                      |
| Das Verschwinden der Nagato Yuki-chan (16 Folgen) | 長門有希ちゃんの消失, Nagato Yuki-chan no Shōshitsu, Das Verschwinden der Yuki Nagato                                | 2015 als Fernsehserie | Satelight                            |
| Vinland Saga (24 Folgen)                          | ヴィンランド・サガ, Vinrando Saga                                                                                    | 2019 als Fernsehserie | Wit Studio                           |
| ↳ Vinland Saga Staffel 2 (24 Folgen)              | ヴィンランド・サガ SEASON2, Vinrando Saga Season 2                                                                   | 2023 als Fernsehserie | Wit Studio                           |
| Violence Jack – Harem Bomber Hen (eine Folge)     | バイオレンス ジャック 〜ハーレム・ボンバー編〜, Violence Jack – Slumking                                             | 1986 als OVA          | Studio 88                            |
| ↳ Violence Jack – Jigokugai Hen (eine Folge)      | バイオレンス ジャック 〜地獄街編〜, Violence Jack – Evil Town                                                        | 1988 als OVA          |                                      |
| ↳ Violence Jack – Hell’s Wind Hen (eine Folge)    | バイオレンス ジャック 〜ヘルスウインド編〜                                                                           | 1990 als OVA          |                                      |
| Violet Evergarden (14 Folgen)                     | ヴァイオレット・エヴァーガーデン, Vaioretto Evāgāden                                                                 | 2018 als Fernsehserie | Kyōto Animation                      |
| ↳ Violet Evergarden und das Band der Freundschaft | ヴァイオレット・エヴァーガーデン 外伝 - 永遠と自動手記人形 -, Violet Evergarden Gaiden - Eien to Jidō Shuki Ningyō - | 2019 als Film         | Kyōto Animation                      |
| ↳ Violet Evergarden: Der Film                     | 劇場版 ヴァイオレット・エヴァーガーデン, Gekijōban Vaioretto Evāgāden                                                | 2020 als Film         | Kyōto Animation                      |
| Viper GTS (3 Folgen)                              | | 2002 als OVA          | Frontline, Moon Rock, Studio G-1 Neo |
| The Vision of Escaflowne (26 Folgen)              | 天空のエスカフローネ, Tenkū no Esukafurōne                                                                           | 1996 als Fernsehserie | Studio Live, Production I.G          |
| ↳ Escaflowne – The Movie                          | エスカフローネ, Esukafurōne, A Girl in Gaea                                                                          | 2000 als Film         | Sunrise, Bones, Satelight            |
| VitaminX Addiction (3 Folgen)                     | | 2011 als OVA          | Nomad                                |
| ViVid Strike! (12 Folgen)                         | | 2016 als Fernsehserie | Seven Arcs Pictures                  |
| Vividred Operation (12 Folgen)                    | ビビッドレッド・オペレーション, Bibiddoreddo Operēshon                                                               | 2013 als Fernsehserie | A-1 Pictures                         |
| Vivy -Fluorite Eye's Song- (13 Folgen)            | | 2021 als Fernsehserie | Wit Studio                           |
| Voices of a Distant Star (eine Folge)             | ほしのこえ, Hoshi no Koe                                                                                             | 2002 als OVA          |                                      |
| Yōsei Hime Rēn (2 Folgen)                         | 妖精姫レーン, Elf Princess Rane, Fairy Princess Ren                                                                  | 1995 als OVA          | KSS                                  |